# 大皮尼亚塔罗
大皮尼亚塔罗（義大利語：Pignataro Maggiore）是意大利卡塞塔省的一个市镇。总面积31平方公里，人口6310人，人口密度203.5人/平方公里（2009年）。ISTAT代码为061060。